# Irbesartan
Irbesartanul este un medicament antihipertensiv, fiind utilizat în tratamentul hipertensiunii arteriale. Acționează ca antagonist al receptorilor angiotensinei II (sartan, BRA). Calea de administrare disponibilă este cea orală.

## Utilizări medicale
Irbesartan este utilizat în:
- tratamentul hipertensiunii arteriale esențiale;
- tratamentul insuficienței cardiace.